# Престон (округ, Західна Вірджинія)
Шаблон:StateAbbr_ 39°28′ пн. ш. 79°40′ зх. д. / 39.47° пн. ш. 79.67° зх. д.
Округ  Престон (англ. Preston County) — округ (графство) у штаті  Західна Вірджинія, США. Ідентифікатор округу 54077.

## Історія
Округ утворений 1818 року.

## Демографія
За даними перепису 2000 року загальне населення округу становило 29334 осіб, зокрема міського населення було 3535, а сільського — 25799. Серед мешканців округу чоловіків було 14535, а жінок — 14799. В окрузі було 11544 домогосподарства, 8353 родин, які мешкали в 13444 будинках. Середній розмір родини становив 2,94.
Віковий розподіл населення поданий у таблиці:
| Стать    | До 15 років | 15-21 | 22-29 | 30-39 | 40-49 | 50-65 | 65-85 | Понад 85 |
| -------- | ----------- | ----- | ----- | ----- | ----- | ----- | ----- | -------- |
| Чоловіки | 2808        | 1502  | 1362  | 1974  | 2378  | 2619  | 1733  | 159      |
| Жінки    | 2690        | 1341  | 1281  | 2095  | 2319  | 2579  | 2153  | 341      |

## Суміжні округи
- Файєтт, Пенсільванія — північ
- Ґерретт, Меріленд — схід
- Грант — південний схід
- Такер — південь
- Барбур — південний захід
- Тейлор — захід
- Мононґалія — північний захід

## Виноски
1. ↑  U.S. Decennial Census. United States Census Bureau. Процитовано 11 січня 2014.
2. ↑  Historical Census Browser. University of Virginia Library. Архів оригіналу за 11 серпня 2012. Процитовано 11 січня 2014.
3. ↑  Population of Counties by Decennial Census: 1900 to 1990. United States Census Bureau. Процитовано 11 січня 2014.
4. ↑  Census 2000 PHC-T-4. Ranking Tables for Counties: 1990 and 2000 (PDF). United States Census Bureau. Процитовано 11 січня 2014.
5. ↑  State & County QuickFacts. United States Census Bureau. Архів оригіналу за 7 червня 2011. Процитовано 11 січня 2014.(англ.) Наведено за англійською вікіпедією.
6. ↑  American FactFinder. Бюро перепису населення США. Архів оригіналу за 26 лютого 2012. Процитовано 31 січня 2008.

| США | Це незавершена стаття з географії США. Ви можете допомогти проєкту, виправивши або дописавши її. |